# Johan Fredrik Franck
Johan Fredrik Franck, född 1694 i Mecklenburg, död 24 april 1782 i Wolgast, var en svensk-tysk präst.

## Biografi
Johan Fredrik Franck föddes 1694 i Mecklenburg. Han blev tidigt faderlös och växte upp hos sin farbror Joan Franck, som var präst i Pommern. Franck studerade vid Dresdens universitet, Jena universitet, Leipzigs universitet, Rostocks universitet och Wittenbergs universitet. Han avlade magisterexamen i Wittenberg 1717 och studerade sedan teologi, blev därefter venia docendi. 1721 flyttade Franck till Karlskrona och prästvigdes 27 mars samma år till komminister. Han blev 1722 pastor i Karlskrona tyska församling. Franck blev 1745 kyrkoherde i Wolgasts församling. Han avled 1782 i Wolgast.

### Familj
Franck var gift med Dorothea Ottiliana Hauswolff (1706–1754). Hon var dotter till kyrkoherden Justus Christopher Hauswolff och Dorotea Clerck i Karlskrona. De fick tillsammans barnen en son som blev präst i Pommern, konteramiralen Hans Reinhold Franck von Francken och Elisabet Dorotea Francken som var gift med överstelöjtnant Olivier Salomon Hauswolff på Hjälmshult.

### Likpredikningar
- 1728 – Ein frühzeitiger seeliger Todt als ein angenehmer Bot für fromme Kinder Gottes.[3]
- 1729 – Die mit der lieben ältesten Tochter um die wahre Vollkommenheit christlich streitende und selbige glücklich erbeutende Mutter,[4]